# Orgue de la collégiale Sainte-Waudru de Mons
L'orgue de la collégiale Sainte-Waudru de Mons provient de l'abbatiale de l'abbaye de Cambron où il est construit en 1693 par Matthieu Le Roy. Après la suppression de l'abbaye par Joseph II, l'instrument, après quelques péripéties, trouve sa place dans la collégiale Sainte-Waudru de Mons. L'instrument sera fréquemment transformé et rénové. La dernière fois en 2017.

## Histoire
Les orgues proviennent de l'abbaye de Cambron. En 1693, Matthieu Le Roy (1663-1743) construits des grands orgues pour l'église abbatiale. L'orgue sera agrandi en 1767 par Armand-Joseph Lion qui est probablement celui qui donne l'aspect monumental au buffet. Vers 1780, ce buffet est modernisé.
En 1783, l'empereur Joseph II supprime l'abbaye et l'orgue est vendu à l'église Saint-Jacques-sur-Coudenberg à Bruxelles. En décembre 1789, lors de la Révolution brabançonne, le Conseil souverain de Hainaut rétablit l'abbaye, et l'orgue, a peine remonté à Bruxelles, est à nouveau démonté. l'occupation française met définitivement fin à l'existence du monastère en 1791. Les orgues, non remontées, sont cachées en divers endroits. 
À la suite du Concordat de 1803, la collégiale est rendue au culte et devient église paroissiale. La fabrique d'Église souhaite acheté l'orgue de Cambron et fait examiner l'instrument par le facteur montois Eugène Ermel. Celui-ci indique qu'il s'agit d'un instrument de quarante-neuf jeux répartis sur quatre claviers et un pédalier. C'est donc probablement un des instruments les plus considérables des contrées qui formeront la Belgique, peut-être le plus grand après celui de l'abbaye d'Orval détruit pendant la Révolution. La réception de l'orgue a lieu le 28 mars 1811. 
En 1822, Louis Fétis restaure l'instrument, principalement la soufflerie qui est en très mauvais état. Ermel n'avait pas remplacé les peaux, se contentant d'appliquer des pièces. 
De 1834 à 1836 Pierre-Jean et Henri De Volder procèdent à une grande restauration avec modifications. L'orgue de Sainte-Waudru est alors considéré comme le meilleur du pays. 
En 1875, Charles Anneessens restaure la tuyauterie et renouvelle la soufflerie. 
En 1925, la restauration par le facteur Daem-De Vis d'Appelterre réduit l'instrument à vingt-cinq jeux sur deux claviers et pédaliers.  
Entre 1948 et 1952, les grandes orgues sont reconstruites par Maurice Delmotte de Tournai et inaugurées en 1952 par le Maître Maurice Guillaume, lors d'un concert auquel assiste la Reine Élisabeth. Elles comportent trois claviers manuels et un pédalier pour quarante-cinq jeux. Le facteur réutilise la plupart du matériel ancien et installe une transmission électropneumatique. C'est également Maurice Delmotte qui construit l'orgue de chœur pour pallier le manque dû à la restauration des grandes orgues. Il est construit avec un système qui permet de multiplier les possibilités à partir d'un instrument très modeste. Il possède deux claviers et un pédalier, basé sur 3 jeux réels, mais dix-huit registres à la console.
Après un dernier concert d'adieu à l'orgue Delmotte le 24 août 2014 par huit organistes belges, les grandes orgues sont démontées en septembre 2014 pour une restauration complète d'une durée d'environ 3 ans.
Les travaux sont attribués à la Manufacture d'orgues Thomas (Ster - Belgique) et à Johannes Klais Orgelbau (Bonn - Allemagne), sur un projet de Luc De Vos. La partie instrumentale est alors réorganisée, le Positif de dos est restitué afin d'y installer de nouveau de la tuyauterie, une nouvelle charpente est installée dans le historique qui retrouve ors et fioritures. Le Récit ainsi que les grands jeux de pédale sont installés à l'arrière du meuble, tandis que les autres plans sonores (sauf le Positif, dans son meuble) ; Grand-Orgue, Solo et la Pédale Classique prennent place dans le grand corps qui respire enfin. La soufflerie de trouve dans le soubassement et sous le Récit.
L'instrument se veut garant du témoignage de sa propre histoire, et retrouve une traction mécanique pour les notes, électronique pour les jeux et certains accouplements.
| I Positif de Dos | II Grand-Orgue    | III Récit expressif | IV Bombarde              | Pédale                    |
| ---------------- | ----------------- | ------------------- | ------------------------ | ------------------------- |
| Montre 8         | Montre 16         | Bourdon 16          | Principal 16             | Contrebasse acoustique 32 |
| Bourdon 8        | Bourdon 16        | Flûte large 8       | Principal 8              | Soubasse 32               |
| Prestant 4       | Montre 8          | Salicional 8        | Flûte harmonique 8       | Contrebasse 16            |
| Flutte 4         | Bourdon 8         | Dulciana 8          | Gambe 8                  | Montre 16 (G.O.)          |
| Nasard 2 2/3     | Prestant 4        | Voix Céleste 8      | Principal 4              | Soubasse 16               |
| Doublette 2      | Flutte 4          | Prestant 4          | Quinte 2 2/3             | Bourdon 16 (Réc.)         |
| Tierce 1 3/5     | Doublette 2       | Flûte Octaviante 4  | Grande Fourniture I      | Basse 8                   |
| Larigot 1 1/3    | Mixture VI-VIII   | Viole 4             | Cornet V (do3)           | Flutte 8                  |
| Super Octave 1   | Plein-Jeu + III-I | Nasard 2 2/3        | Bombarde 16 B&D)         | Flûte 8 (Réc.)            |
| Fourniture III   | Cornet V (do3)    | Octavin 2           | Trompette harm. coudée 8 | Octave 4                  |
| Cimbal III       | Trompette 8       | Tierce 1 3/5        | (Chamade 8)              | Flutte 4                  |
| Trompette 8 B&D  | Basson-Hautbois 8 | Septième 1 1/7      |                          | Bombarde 32               |
| Cromhorne 8 B&D  | Clairon 4         | Plein-Jeu IV-V      |                          | Bombarde 16               |
| Voix Humaine 8   | (Chamade 8)       | Trompette 16        |                          | Trompette 16 (Réc.)       |
| (Chamade 8)      |                   | Trompette 8         |                          | Trompette 8               |
|                  |                   | Basson-Hautbois 8   |                          | Clairon 4                 |
| Tremblant doux   |                   | (Voix Humaine 8)    |                          | (Chamade 8)               |
|                  |                   | Clairon 4           |                          | (Chamade 4)               |
| II/I             | I/II              |                     |                          |                           |
| III/I            | III/II            | Trémolo réglable    |                          | I/P                       |
| III/I 16         | III/II 16         |                     |                          | II/P                      |
| III/I 4          | III/II 4          |                     |                          | III/P                     |
| IV/I             | IV/II             |                     |                          | III/P 4                   |
| IV/I 4           | IV/II 4           | III/III 16          | IV/IV 4                  | IV/P                      |

Depuis 1992, l'organiste-titulaire de la collégiale est Bernard Carlier. Il est co-titulaire avec Benoît Lebeau depuis 2016.